# Владалац
Владалац (итал. Il Principe) је уз Расправе најважније политичко дело Никола Макијавелија, и далеко најутицајније. Написан је 1513. године на пољском добру аутора у Сан Кашану у близини Фиренце. Из преписке произилази да је једна верзија дистрибуирана 1513. године, користећи латински наслов, De Principatibus. Владалац је посвећен Лоренцу II Медичију, сину Пјера ди Медичија господара Фиренце. Проучавање путева и начина добијања и одржавања аристократске власти централна је тема дела, а одсуство етике у овом „приручнику“ један је од основних разлога одомаћености термина макијавелизам у већини светских језика. Макијавели једноставно пише студију о политици тог времена која је постављена на начелу „циљ оправдава средство“ које се данас уобичајено и користи као објашњење појма макијавелизам. Треба такође истаћи да Макијавели начелно не стаје на једну од страна у супротности добро-зло, већ подручје свог истраживања (тј. политику) смешта изван ових категорија. Он је јасан; нема моралног закона који владар не би морао прекршити ако жели остати на власти! Једини критеријум његовог деловања је сврсисходност.
Из Макијавелијеве преписке, произилази да је верзија дистрибуирана 1513. године, користећи латински наслов, De Principatibus (О кнежевинама). Међутим, штампана верзија је објављена тек 1532. године, пет година након Макијавелијеве смрти. Ово је урађено уз дозволу медичијског папе Климента VII, али „давно пре тога, заправо од првог појављивања Владаоца у рукопису, водиле су се контроверзе око његових списа“.
Иако је Владалац написан као да је традиционално дело у стилу огледала за принчеве, постојала је генерална сагласност да је посебно иновативно. То је делом зато што је написано на народном италијанском, а не на латинском, што је пракса која је постала све популарнија од објављивања Дантеове Божанствене комедије и других дела ренесансне књижевности.
„Владалац“ се најчешће сматра једним од првих дела модерне филозофије, а што се тога тиче посебно модерне политичке филозофије у којој је истина битнија од апстрактних идеала. Књига је такође била у сукобу са у то време доминантним католичким и схоластичким учењима. Католичка црква је ову књигу као и остала дела Макијавелија 1559. ставила у Индекс забрањених књига. Књига је Макијавелијев дар Лоренцу де Медичију и базиран је на његовом знању о делима великих људи. Он не пише само о оним о којима је читао и проучавао их, већ и о онима које је Макијавели лично познавао и имао политичка искуства са њима. Ово је необично за једно филозофско дело, пошто је велика већина дела из политичке филозофије стриктно теоријска.

## Кратки преглед
Сваки део Владаоца је опширно коментарисан током векова. Дело има препознатљиву структуру, на коју је највећим делом указао сам аутор. Може се резимирати као:

### Писмо Лоренцу де Медичију, војводи од Урбина
Макијавели уводно представља своје дело уводним писмом Лоренцу де Медичију, војводи од Урбина, примаоцу његовог дела.

### Тема: Нова кнежевства (поглавља 1 и 2)
Владалац почиње тако што описује тему којом ће се бавити. У првој реченици Макијавели користи реч „држава“ (италијански стато, што би могло да значи и „статус“) да би неутрално покрио „све облике организације врховне политичке власти, било републиканске или кнежевске“. Начин на који је реч „држава“ добила овај савремени тип значења током ренесансе био је предмет многих академских дебата, при чему се ова и сличне реченице у Макијавелијевим делима сматрају посебно важним.
Макијавели каже да би Владалац био о кнежевинама, напомињући да је писао о републикама на другим местима (референца на Расправе о Ливију), али у ствари, он меша расправу о републикама у ово дело на многим местима, ефективно третирајући републике као тип кнежевства, такође, и једне са много снага. Што је још важније, и мање традиционално, он разликује нова кнежевства од наследно успостављених кнежевина. Он се брзо бави наследним кнежевинама у 2. поглављу, говорећи да је њима много лакше владати. За таквог принца, „осим ако ванредни пороци не изазивају мржњу према њему, разумно је очекивати да ће његови поданици бити природно расположени према њему“. Гилберт, упоређујући ову тврдњу са традиционалним представљањем савета за принчеве, написао је да је новина у поглављима 1 и 2 „намерна сврха обрачуна са новим владаром који ће морати да се успостави упркос обичајима”. Обично су ове врсте дела биле упућене само наследним принчевима. Он мисли да је на Макијавелија можда утицао Тацит, као и на његово сопствено искуство.
Ова категоризација типова режима је такође „неаристотеловска“ и очигледно је једноставнија од традиционалне која се налази на пример у Аристотеловој Политици, која дели режиме на оне којима влада један монарх, олигархија или народ, у демократија. Макијавели такође игнорише класичне разлике између добрих и корумпираних облика, на пример између монархије и тираније.
Ксенофонт је, међутим, направио потпуно исту разлику између типова владара на почетку свог Образовање Кирa, где каже да се, у погледу знања о томе како да владају људским бићима, Кир Велики, његов узорни принц, веома се разликовао „од свих осталих краљева, оних који су наследили своје престоле од својих очева и оних који су својим трудом стекли своје круне“.